# Altenbeken
Altenbeken är en kommun och ort i Kreis Paderborn i Regierungsbezirk Detmold i förbundslandet Nordrhein-Westfalen i Tyskland.